# Rue Francisco-Ferrer (Nantes)
Pour les articles homonymes, voir Rue Francisco-Ferrer.
La rue Francisco-Ferrer est une voie de Nantes, en France.

## Situation et accès
Située dans le quartier Malakoff - Saint-Donatien, la  rue Francisco-Ferrer est voie publique bitumée, ouverte à la circulation automobile, part du boulevard de Stalingrad et aboutit rue Tivoli. Sur son tracé, elle rencontre la rue de la Moutonnerie. Elle est bordée à l'est par le parc de la Moutonnerie.

## Origine du nom
Elle rend hommage au pédagogue et anarchiste espagnol Francisco Ferrer Guardia (1859-1909). 

## Historique
La dénomination de l'artère a été décidé lors du conseil municipal du 23 mars 1981. Des projets de dénomination de rue à ce nom, avait déjà formulée depuis 1909, année de l'exécution de Ferrer.
Jusqu'à la fin des années 1990, le côté est de la rue était bordée de propriétés qui furent rasée afin de laisser la place à une petite esplanade donnant accès au parc de la Moutonnerie.